# Musiksammlung Benediktinerkloster Mariastein
Die Musiksammlung des Benediktinerklosters Mariastein umfasst Musikhandschriften und Musikdrucke, die seit dem späten 17. Jahrhundert bis zur Gegenwart im Kloster Mariastein komponiert oder aufbewahrt wurden.

## Geschichte
Die Musiksammlung des Klosters Mariastein dokumentiert das Musikleben der Benediktiner von Mariastein vom späten 17. Jahrhundert bis zur Gegenwart. Sie besteht aus einem historischen Quellenbestand (Musikarchiv) und der aktuellen Notenbibliothek des Konvents von Mariastein. Die Geschichte der Musiksammlung widerspiegelt die jüngere Klostergeschichte und die zweimalige Säkularisation des Klosters: 1792 als Folge der französischen Revolution, 1874 im Zuge des Kulturkampfes in der Schweiz.
In der Nachfolge des Kapitels 16 der Regel des Heiligen Benedikt Siebenmal am Tag singe ich dein Lob pflegten die Benediktiner von Mariastein seit ihrer Übersiedlung von Beinwil nach Mariastein 1648 ein vielfältiges Musikleben, in welchem sowohl komponiert wie auch niedergeschrieben und aufgeführt wurde. Die zweimalige Säkularisation hat diesem Musikleben jeweils ein Ende gesetzt. Die Bestandsgeschichte der Mariasteiner Musiksammlung ist daher eine Geschichte des Verlustes und des Neuaufbaus.
Ein erstes Mal wurde die Mariasteiner Musiksammlung 1798 durch die Besetzung und Plünderung des Klosters durch französische Revolutionstruppen und durch die Errichtung der Helvetischen Republik in Mitleidenschaft gezogen. So fehlten nach der Aufhebung des Klosters zwischen 1798 und 1802 in der Mariasteiner Musiksammlung die 22 in den Haushaltsbüchern der Abtei dokumentierten Notenkäufe von Werken des fränkischen Benediktinerpaters Johann Valentin Rathgeber (1682–1750). Dieser Verlust ist durch den Catalogus Musici Chori Beinwilensis ad Petram B. M. Virginis dokumentiert: Das handschriftliche Bestandsverzeichnis der Mariasteiner Musiksammlung aus dem Jahre 1816 wurde durch die Konventualen Trupert Fehr (1784–1820) und Ignaz Stork (1799–1855) in der Amtszeit des Abtes Placidus Ackermann (1765–1841) angelegt. Neben den Verlusten aus den Revolutionswirren zwischen 1798 und 1802 ist der Catalogus aber auch Zeugnis des Neuaufbaus der Mariasteiner Musiksammlung nach 1804.
Unter der Ägide von Abt Placidus Ackermann wurde die Mariasteiner Musiksammlung durch die Tätigkeit der Komponisten, Musiker und Kopisten P. Edmund Kreuzer (1793–1858) und P. Aemilian Gyr (1807–1879) und Leo Stöcklin (1803–1873) sukzessiv erweitert: Mit Abschriften der Werke von Joseph Haydn wie beispielsweise das Oratorium Die Schöpfung (Abschrift P. Edmund Kreuzer, 1832) oder der Streichquartette op. 8 (Abschrift P. Aemilian Gyr, 1831) trug das Kloster Mariastein zu einer frühen Rezeption der Werke von Joseph Haydn bei. Durch P. Leo Stöcklin wurden Werke von Wolfgang Amadeus Mozart, Conradin Kreutzer sowie Johann Nepomuk Hummel kopiert und der Mariasteiner Musiksammlung zugeführt. Nach 1850 lenkte P. Leo Meyer (1822–1906), ehemaliger Konventuale des aufgehobenen Zisterzienserklosters St. Urban, den Sammlungsaufbau in eine neue Richtung: Seiner Kopistentätigkeit verdankt die Mariasteiner Musiksammlung Bearbeitungen aus Opern von Vincenzo Bellini und Gaetano Donizetti.
Den grössten Einfluss auf die Geschichte der Mariasteiner Musiksammlung übte im 19. Jahrhundert P. Leo Stöcklin aus. In der Mariasteiner Musiksammlung finden sich neben zahlreichen Sakralwerken auch Operetten von P. Leo Stöcklin, die für das klösterliche Schultheater zumeist in der Fasnachtszeit komponiert wurden: Das bekannteste Werk ist Die Alpenhütte (undatiert), zu der er auch den Text verfasste. Als Herausgeber der Periodika «Recueil de musique pour l’Eglise et l’Ecole» (Strasbourg: Noiriel ab 1855) und des «Journal de Musique religieuse» (Mulhouse: 1860–1864) war Stöcklin dafür besorgt, dass die Mariasteiner Musiksammlung einen Zuwachs von Musikdrucken elsässischer Provenienz erhielt, die nicht in berühmten Verlagshäusern verlegt wurden. Davon ausgenommen ist das Verlagshaus André (Offenbach). Durch die Bekanntschaft von Leo Stöcklin mit dem Organisten und Orgelexperten Julius André (1808–1880), dem Sohn des Verlegers Johann Anton André (1775–1842), gelangte das Autograph des Kyriefragments in G-Dur, KV 73x von Wolfgang Amadeus Mozart in den Besitz der Mariasteiner Musiksammlung.
Das Mozart-Autograph hat die zweite Zäsur in der Geschichte der Mariasteiner Musiksammlung unbeschadet überstanden. 1874 beschlossen der Solothurner Kantonsrat und die Mehrheit der Bevölkerung die «Reorganisation» des Klosters Mariastein: Sie garantierte die Wallfahrt; für diesen Zweck durften Patres im Kloster zurückbleiben. Das klösterliche Leben kam aber mit der Vertreibung des Konvents am 17. März 1875 zum Erliegen. Die Verluste der zweiten Zäsur in der Geschichte der Mariasteiner Musiksammlung sind gross: Von den 300 Ausgaben der Werke von Abt Leo Stöcklin, die das Professbuch von Mariastein aufgelistet, sind nur 49 Handschriften und 20 Drucke in der heutigen Musiksammlung überliefert.
Im Catalogus Musici Chori Beinwilensis ad Petram B. M. Virginis von 1816 sind 106 zumeist geistliche Werke des Mariasteiner Klosterkomponisten Ambros Stierlin (1767–1806) aufgeführt; im heutigen Bestand sind noch deren 78 überliefert. 
Anschliessend an die Werke von Stierlin folgt im Catalogus die Auflistung von 25 Symphonien von Komponisten der Mannheimer Schule wie Carl Stamitz (1745–1801), Franz Ignaz Joseph Fränzl (1736–1811) und Joseph Touchemoulin (1727–1801). Diese Quellen der Mannheimer Schule sind in der Mariasteiner Musiksammlung nicht mehr vorhanden.
Nach der Vertreibung liess sich der Mariasteiner Konvent in Delle (F) nieder und gründete im Herbst 1875 die Ecole libre St-Benoît. In ihr erhielten die Zöglinge eine umfassende musikalische Ausbildung. Mit der Gründung der Fanfare du Collège St-Benoît, einem Blasorchester unter der langjährigen Leitung von P. Anselm Rais (1864–1904), erhielt das Musikleben des exilierten Konvents eine spezifische Ausrichtung, die in der Musiksammlung Eingang gefunden hat: Das Repertoire der Fanfare ist in der Sammlung durch handschriftliche Quellen und gedruckten Musikalien vorhanden.
Aus der zweiten Exilstation des Konvents in Dürrnberg (Hallein / A) sind in der Musiksammlung keine Dokumente vorhanden.
1906 verlegte der exilierte Mariasteiner Konvent seinen Sitz nach Bregenz (A), im selben Jahr übernahmen Patres des Mariasteiner Konventes die Leitung des Kollegium Karl Borromäus in Altdorf (CH). Aus der Zeit in Bregenz sind in der Musiksammlung zahlreiche Editionen des Antiphonale monasticum sowie Messen und geistliche Werke für vier Männerstimmen und Orgel aus der zweiten Hälfte des 19. Jahrhunderts überliefert. Eine systematische Sammlungstätigkeit für die Musiksammlung hat in Bregenz nicht stattgefunden. 
Eine solche entfaltete sich dagegen im Kollegium Karl Borromäus in Altdorf im Zeitraum zwischen 1906 und 1981. Ein reichhaltiges kirchenmusikalisches Repertoire (Orchestermessen, Werke für Männerchor), aber auch weltliche Werke ist in Altdorf gesammelt worden und nunmehr in der Musiksammlung des Klosters Mariastein als Teilbestand «Kollegium Karl Borromäus Altdorf» überliefert.
Mit dem Verkauf des Gallusstifts in Bregenz und der Übergabe des Kollegium Karl Borromäus an den Kanton Uri kehrten 1981 umfangreiche Musikalienbestände in das Kloster nach Mariastein zurück. Seit 2014 ist die Musiksammlung nach einer umfassenden Reorganisation wieder zugänglich; die Bestände sind über den Online-Katalog abfragbar.

## Bestand
Die Musiksammlung des Klosters Mariastein umfasst die Teilbestände
- Musikarchiv (Musikmanuskripte und Musikdrucke bis ca. 1850)
- Notenbibliothek (Musikdrucke ab ca. 1850 bis heute)

Die älteste Quelle des Teilbestands „Musikarchiv“ ist Vespertinale pro Festis, Quorum per Annum Vespera in D. Virginis Petra Solennius celebrari solent, das 1683 im Auftrag von Abt Augustin I. Reutte (1645–1695) niedergeschrieben und mit Illuminationen zu Hochfesten versehen ist.
1720 schrieb P. Vinzenz Aklin (1676–1747) im Auftrag des Abtes Augustin II Glutz von Solothurn (1675–1745) die 24 Choralmessen des St. Galler Mönchs Valentin Molitor (1637–1713) nieder.
Aus dem letzten Drittel des 18. Jahrhunderts sticht das umfangreiche Œuvre des Mariasteiner Organisten Pater Ambros Stierlin (1767–1806) hervor: es ist trotz der historisch bedingten Verlusten im Katalog der Musiksammlung mit 162 Eintragungen (zumeist Autographen) vertreten.
Mit 218 Handschriften von Pater Leo Stöcklin ist das klostereigene Komponieren des 19. Jahrhunderts im Katalog dokumentiert.
Ebenso bedeutsam wie die Quellen der Klosterkomponisten sind für die Musiksammlung die zahlreichen frühen Abschriften von Werken von Joseph Haydn und Wolfgang Amadeus Mozart. In der Fülle der historischen Quellen nehmen die Werke von Joseph Haydn zahlenmässig den ersten Platz ein; neben frühen Quellen des Oratoriums Die Schöpfung sind sowohl die Londoner Symphonien als auch Streichquartette in Handschriften des frühen 19. Jahrhunderts dokumentiert.
Der Teilbestand «Notenbibliothek» umfasst drei Schwerpunkte:
- Sakralmusik in Noteneditionen des späten 19. Jahrhunderts und des 20. Jahrhunderts,
- Musikalien des ehemaligen Kollegium Karl Borromäus in Altdorf: Kirchenmusik und weltliche Werke von Johann Sebastian Bach bis Giuseppe Verdi (Symphonien, Ouverturen, Opern, Kammermusik, Vokalwerke für solistische Besetzung, Werke für Männer- und Knabenchor)
- Nachlass P. Martin Zieri (1892–1969): Sakralmusik und Orgelwerke

Die drei Schwerpunkte repräsentieren die musikalische Aufführungspraxis des Konvents von Mariastein an den Exilorten Bregenz und Altdorf.

## Mariasteiner Klosterkomponisten
- Anton Kiefer (1627–1672)
- Maurus Baron (1687–1734)
- Ambros Stierlin (1767–1806)
- Augustin Stierlin (1778–1832)
- Edmund Kreuzer (1793–1858)
- Leo Stöcklin (1803–1873)
- Vinzenz Motschi (1839–1905)
- Alphons Studer (1845–1894)
- Ludwig Fashauer (1850–1916)
- Anselme Rais (1864–1904)
- Leopold Beul (1886–1955) OSB Engelberg; Organist und Kirchenmusiker in Mariastein
- Maurus Zumbach (1891–1966)
- Martin Zieri (1892–1969)
- Vinzenz Stebler (1917–1997)